# Mangoro
A Mangoro folyó Madagaszkár keleti részén ered. A szigetország keleti felének leghosszabb folyója útja során keleti, délkeleti irányban halad, és Madagaszkár keleti részén torkollik az Indiai-óceánba, Ambodiharina város  közelében. E vízfolyás vezeti le az Ankaratra-hegység keleti hegyoldalaira hullott csapadékot.  Legnagyobb mellékfolyója az Onive, a forrásvidéktől mintegy kétszáz kilométernyire torkollik belé. Az Onive folyón Tsinjoarivo falunál egy látványos vízesés van, amely mintegy 30 méteres magasságból bukik alá. Másik fontos jobb oldali mellékfolyója a Nosivolo folyó. A folyó Anjozorobe településtől északkeletre ered. Két bővizű mellékfolyójának köszönhetően a Mangoro folyó egész évben alkalmas a raftingozásra.
A folyón Maromangától nyugatra a 2-es főút közúti hídja ível át.
A folyóban élnek krokodilok, viszonylag kis egyedszámban.

## Fordítás
- Ez a szócikk részben vagy egészben  a   Mangoro River című angol Wikipédia-szócikk ezen változatának fordításán alapul.  Az eredeti cikk szerkesztőit annak laptörténete sorolja fel. Ez a jelzés csupán a megfogalmazás eredetét és a szerzői jogokat jelzi, nem szolgál a cikkben szereplő információk forrásmegjelöléseként.